# Катадин
Катадин (англ. Mount Katahdin) — гора в Аппалачах, высочайшая точка штата Мэн и шестая в Новой Англии.
Гора расположена в округе Пискатакуис недалеко от границы с округом Пенобскот. Катадин имеет несколько вершин, два из них — «четырёхтысячники» (в футах): Бэкстер (1606 м) и Гэмлин (1450 м).
Гора также известна, как северная точка «Аппалачской тропы» длиной около 3,5 тыс. км — известнейшего маршрута для трекинга. Также обе вершины Катадина включены в «четырёхтысячники Новой Англии».